# La Brillanne
La Brillanne är en kommun i departementet Alpes-de-Haute-Provence i regionen Provence-Alpes-Cote d'Azur i sydöstra Frankrike. Kommunen ligger  i kantonen Peyruis som ligger i arrondissementet Forcalquier. År 2022 hade La Brillanne 1 114 invånare.

## Befolkningsutveckling
Antalet invånare i kommunen La Brillanne
Referens: INSEE